# Право на лични идентитет
Право на лични идентитет формулисано је у међународном праву низом споразума и конвенција. Већ од рођења, идентитет појединца формира се и чува регистрацијом или му се даје име. Међутим, лични идентитет постаје сложенији како појединац развија савест. Људска права постоје како би се одбранила и заштитила појединачност; професорка права Џил Маршал изјавила је: „Закон о људским правима постоји да би се осигурало да су појединачни избори начина живота заштићени од већинског или популистичког кршења.” Упркос сложености личног идентитета, он се чува и подстиче кроз приватност, права личности и право на самоизражавање.